# Typh Barrow
Typh Barrow, pseudonimo di Tiffany Baworowski (Bruxelles, 10 maggio 1987), è una cantante belga.

## Biografia
Typh Barrow ha iniziato a suonare il pianoforte all'età di cinque anni, e ha scritto la sua prima canzone a dodici. Due anni dopo ha iniziato a seguire lezioni di canto. Ha iniziato ad esibirsi dal vivo in vari piano-bar belgi.
Nel 2005 ha partecipato nella selezione belga per l'Eurovision Song Contest sotto lo pseudonimo di Tiffany Cieli, presentando l'inedito Lost Paradise. La canzone, cantata sia in francese che in inglese, ha perso la combattuta selezione contro Le grand soir di Nuno Resende. Ha raggiunto la 10ª posizione nella classifica vallone dei singoli.
Ha pubblicato il suo singolo di debutto Your Turn nel 2012 sotto lo pseudonimo di Typhène. Nel 2014 una cisti alle corde vocali l'ha costretta a tenere la voce a riposo per alcuni mesi. È riuscita a guarire senza dover ricorrere ad un'operazione. Nello stesso anno è uscito il suo EP Time, che ha raggiunto il 50º posto nella classifica Ultratop degli album della regione francofona del Belgio, la Vallonia. Nel 2016 è stata nominata al D6bels Music Awards in due categorie, fra cui Artista femminile dell'anno. L'anno successivo è stata una dei cinque giurati belgi per l'Eurovision Song Contest 2017 a Kiev.
All'inizio del 2018 il suo singolo Taboo è diventato il suo secondo ingresso (e primo con il nome Typh Barrow) nella Ultratop 50 Singles vallone, conquistando il 23º posto. Ha anticipato l'album di debutto Raw, pubblicato il 15 gennaio 2018. Ha raggiunto la vetta della classifica belga, ed è stato certificato disco d'oro per aver venduto più di 10 000 copie a livello nazionale. Il suo singolo del 2019, Replace, è diventato la sua prima top 10 in Vallonia.
Dal 2019 al 2021 ha partecipato per tre edizioni come giudice all'edizione belga francofona di The Voice.

## Discografia

### Album in studio
- 2018 – Raw

### EP
- 2014 – Time
- 2014 – Visions

### Singoli
- 2005 - Lost Paradise
- 2012 – Your Turn
- 2013 – Do I Care
- 2014 – Time
- 2016 – The Whispers
- 2017 – Daddy's Not Coming Back
- 2017 – Taboo
- 2019 – Replace
- 2019 – Doesn't Really Matter